# Hyalobathra xanthocrossa
Hyalobathra xanthocrossa là một loài bướm đêm trong họ Crambidae.